# Parti carliste (1971)
 (février 2024).
Si vous disposez d'ouvrages ou d'articles de référence ou si vous connaissez des sites web de qualité traitant du thème abordé ici, merci de compléter l'article en donnant les références utiles à sa vérifiabilité et en les liant à la section « Notes et références ».
Pour les articles homonymes, voir PC.
Pour le parti historique du carlisme, voir Communion traditionaliste.
Le Parti carliste (partido carlista, PC) est un parti politique espagnol qui se considère comme le continuateur direct de la tradition historique du carlisme. Le parti a été fondé en 1970, mais il est resté interdit sous le franquisme et n'a été autorisé qu'en 1977, après la mort de Franco.
Le secrétaire général du parti est depuis 2009 Jesús María Aragón. Son bulletin officiel se nomme El Federal (depuis 1999, auparavant IM). Sa ligne politique est de gauche alternative, socialiste autogestionnaire et fédéraliste. Le Parti carliste possède une structure fédérale avec la possibilité de former des partis carlistes souverains dans les nationalités associées au Parti carliste. Les jeunes des différents partis carlistes et groupes carlistes se regroupent dans les Jeunesses Carlistes. Le parti est connu comme l'aile gauche du mouvement carliste puisque le mouvement lui-même a toujours été un mouvement conservateur de droite.
Il se réunit tous les ans à Montejurra en Navarre où deux membres du mouvement ont été assassinés par l’extrême-droite au début de la transition espagnole le 9 mai 1976, dans un épisode connu sous le nom d’événements de Montejurra.

## Histoire
L'organisation actuelle du Parti carliste naît de la rénovation de l'idéologie de la Communion traditionaliste illégale , conçue dans les années 1950 et 1960 dans une situation d'illégalité et d'interdiction imposée dans l'Espagne franquiste aux organisations universitaires et ouvrières du carlisme non intégré. (Groupe d'Étudiants Traditionalistes, AET, l'université ; Mouvement Ouvrier Traditionaliste, MOT, les ouvriers) dans le seul parti officiel franquiste, avec le soutien du prince Carlos Hugo, duc de Parme, même si le nom du Parti Carliste ne s'est pas concrétisé jusqu'à la fin des années 1960.
Entre 1970 et 1972, le Parti carliste a organisé des congrès du peuple carliste à Arbonne, au cours desquels il a adopté un programme pour le changement idéologique du carlisme vers un socialisme autogestionnaire et la conversion du parti carliste en un parti fédéral et démocratique des masses et des peuples. classe qui aspirait à une monarchie socialiste dans le cadre d’un pacte entre la dynastie et le peuple. Le leader Francesc Xavier, après avoir été victime d'un grave accident de voiture, a concédé les pleins pouvoirs à son fils Carlos Hugo, représenté en Espagne par José María de Zavala , pour diriger le parti et a démissionné le 20 avril 1975.

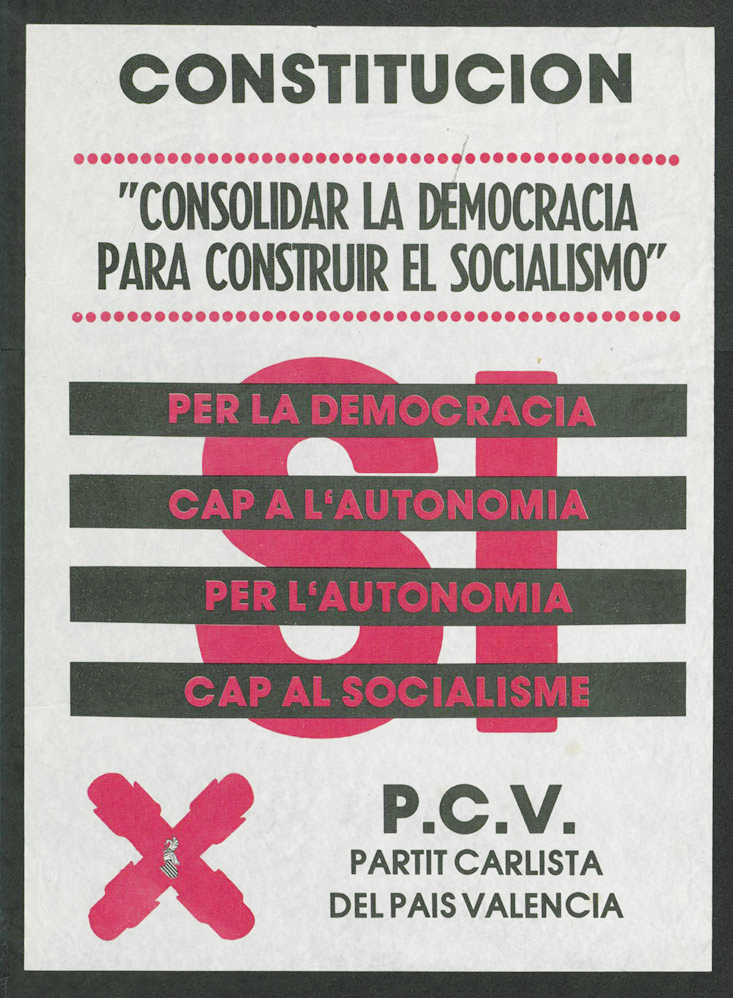
Affiche du Parti carliste du Pays valencien, en faveur du « oui » pour le référendum sur la Constitution de 1978.

Selon les données du parti, il comptait environ 25 000 membres en 1977. En 1974, le Parti carliste a formé une alliance conjointement avec d'autres forces d'opposition de la Junte démocratique d'Espagne jusqu'à ce qu'elle prenne fin en février 1975 pour faire partie du parti. de la Plateforme de Convergence Démocratique qui a fusionné avec la Junte Démocratique au sein de la Coordination Démocratique en mars 1976.
Mariano Zufia , secrétaire général du Parti carliste d'Euskal Herria et député navarrais, a assumé le poste de secrétaire général du Parti carliste. En 1986, il a été l'une des forces qui ont donné naissance à la Gauche Unie , même s'il a quitté la coalition en 1987. Le Parti carliste n'a pas participé à la majorité des processus électoraux ultérieurs en raison de manques de fonds et de militantisme. En 1989, il a été l'un des partis politiques et associations signataires du Pacte d'Estella et a fait campagne en 2005 contre la Constitution européenne.
Le Parti carliste a continué de s'opposer aux deux principaux partis politiques espagnols, le Parti populaire et le Parti socialiste ouvrier espagnol.

## Idéologie
L'idéologie du Parti carliste est motivée par l'enseignement social catholique et la gauche chrétienne, mais il ne limite pas son adhésion aux catholiques pratiquants en raison de ce qu'il appelle « la réalité de la sécularisation de la société moderne ». Il tire son rejet de la société moderne de ces principes catholiques. Il se définit comme faisant partie de la « Nouvelle Gauche » qui rejette l’économie d’État soviétique en faveur d’une démocratisation du marché par le biais des coopératives et des syndicats. Les carlistes tirent leur critique du capitalisme de leur opposition à l'individualisme libéral en faveur du personnalisme catholique.